# Central Tejo (vida obrera)
Nada de todo el funcionamiento de la Central Tejo, así como la evolución eléctrica de la ciudad serían posibles sin las personas que pusieron en marcha toda la maquinaria y que trabajaron día y noche para que, esta, no se detuviera nunca.
Debido a que el consumo de electricidad en la ciudad era continuo, las calderas no podían tampoco descansar. Por eso fue necesario un sistema de tres turnos rotativos, de 00.00 a 8.00, de 8.00 a 16.00 y de 16.00 a 00.00, que hacía una necesidad constante de personal trabajando. Además de esto, debido a los sucesivos aumentos de potencia y a las ampliaciones y construcciones de la central, también fue imprescindible contratar más y más trabajadores, principalmente en tiempos de guerra. En la década de 1940, había cerca de 550 operarios trabajando en todos los rincones, desde los más experimentados hasta otros sin formación.

## Vida Obrera

### División de trabajo
Tener tanta mano de obra operaria en un mismo lugar industrial de gran complejidad comportaba una necesaria estructuración laboral y una estricta división de trabajo, la cual estaba subdividida en cada sala y donde, además, se encontraban yuxtapuestos los trabajos más duros con aquellos más soportables. Ni cabe decir que aquella persona que trabajaba delante de una caldera sufría más que aquel que, por ejemplo, estaba controlándola desde la mesa de control.
A la Central Tejo había cerca de cuarenta y cinco tipos de trabajo diversificados en toda la fábrica y talleres; desde los Alcochetanos, es decir, los encargados de la descarga del carbón, hasta los electricistas de la subestación pasando por los chegadores o los carpinteros. 

A grandes rasgos, los trabajos especializados que se localizaban en la central eran:
- Plaza del Carbón. Se encuentran los trabajadores de descarga y distribución del carbón. El personal que descargaba el carbón desde los barcos, contratados periódicamente para este trabajo, eran llamados Alcochetanos (ya que provenían de Alcochete, a la otra ribera del estuario del Tajo), que lo transportaban y amontonaban en grandes pilas en la plaza. Ya allí, los trabajadores de la central situados en la plaza del carbón, lo distribuían hacia el circuito de las calderas. En un día de trabajo normal, había cerca de dieciséis personas en cada turno, que se dividen en encargados, transportistas, manutención de maquinaria, y personal de control de los sinfines y de la báscula.

- Sala de Calderas. Es aquella que más personal ocupaba de todo el conjunto de la central: noventa personas entre las ocho de la mañana y las cinco de la tarde y, cerca de la trentena, el resto del día. La división de trabajo se hacía más esmerada que en el resto ya que, aquí, cada trabajo era determinante para asegurar el buen funcionamiento de las calderas. Un ingeniero jefe supervisaba las calderas, después había otros por bajo de él. Ya en las calderas se encontraba el cabo foguero, el cual controlaba desde la mesa de comandos las condiciones de fabricación del vapor; el vice cabo foguero, que lo controlaba desde arriba de la caldera; el foguero que vigilaba la calidad del fuego a pie de caldera; y el chegador (palabra portuguesa antigua que significa empujador), el cual se situaba detrás de la caldera para empujar el carbón no quemado hacia atrás y desobstruir el tapete de esta.

- Bajo de las calderas, también llamados cinzeiros (ceniceros), se encontraban los trabajadores de extracción de las cenizas de carbón, así como del carbón no quemado y semiquemado; su función era llevar la ceniza de los silos y transportarla a la plaza del carbón.

- En la Sala de Máquinas se encontraba el personal más calificado de la central ya que, y sin despreciar a los sufridores trabajadores del fuego, la diferencia de poner en marcha una caldera al control de los turboalternadores generadores de energía y la maquinaria auxiliar era enorme. Aquí trabajaban unas quince personas al largo del día entre ingenieros técnicos, maquinistas (encargados de la sala), controladores de máquinas, depuradores (responsables de la depuración de las aguas, limpiadores y carpinteros metálicos, dedicados a la manutención.

- En la Subestación estaban los electricistas encargados de la conducción de la subestación y de todo su entramado eléctrico como transformadores, disyuntores, etc.

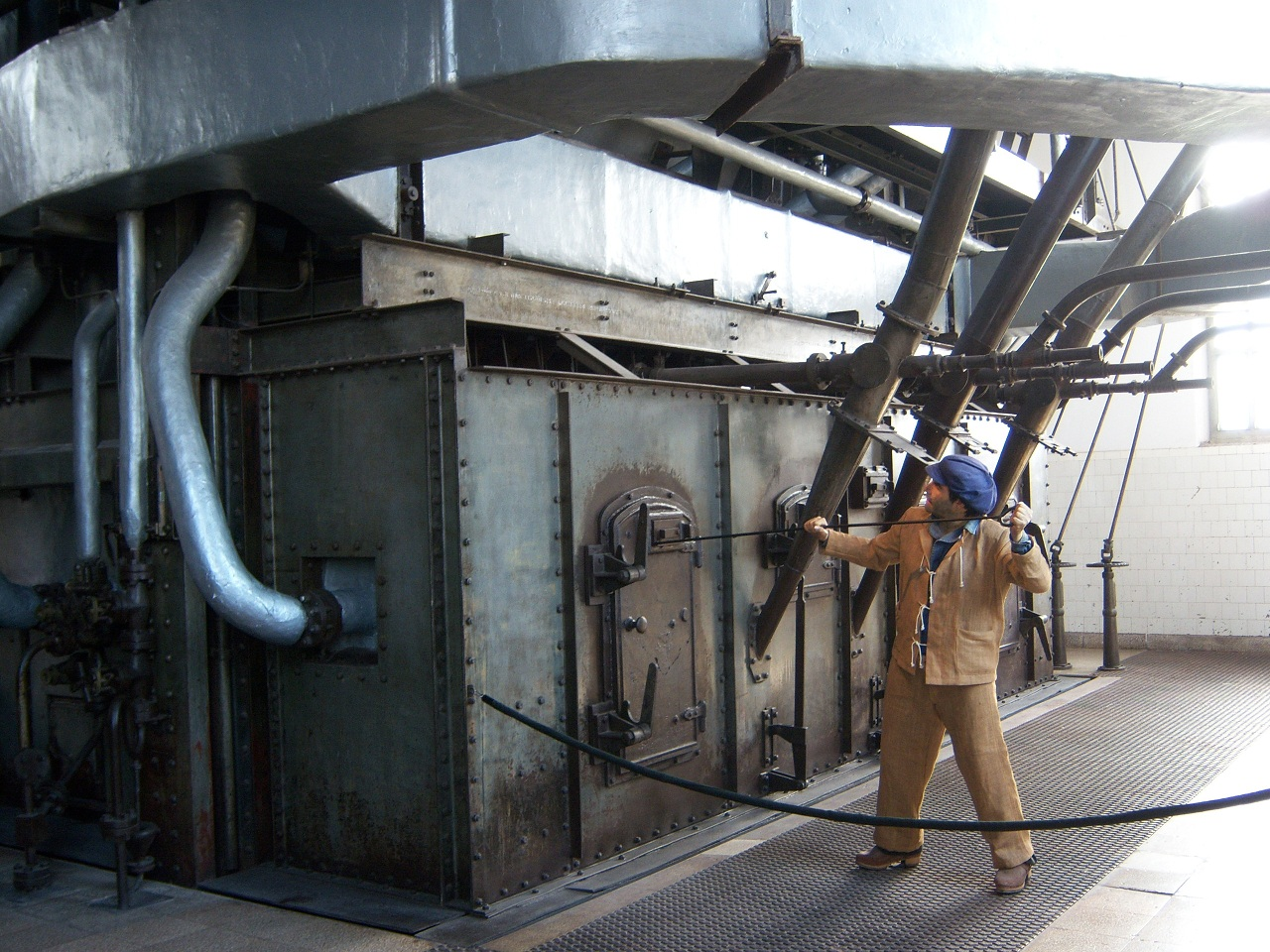
Maniquí de foguero (chegador) empujando el carbón en la parte de atrás de una de las calderas de alta presión.

- Finalmente se encontraban las actividades complementarias a la producción, como el laboratorio, los talleres, la oficina de diseño y los almacenes. En el taller de electricidad se encargaban de la manutención de todas las infraestructuras eléctricas de la central; así mismo, los carpinteros y forjadores realizaban moldes, mobiliario y las más variadas piezas para los trabajos de la central. En todos los talleres y oficinas la jornada laboral se estabilizaba de las ocho de la mañana a las cinco de la tarde trabajando unas cincuenta personas en total.

- Además, también existía personal de seguridad (cuatro personas por turno) y los trabajadores de los despachos, encargados de las labores administrativas.

### Condiciones laborales
Las condiciones laborales de los operarios de la Central Tejo (así como de cualquier central termoeléctrica de la época) no eran de hecho fáciles; su trabajo era de una gran dureza, no tanto como el trabajo minero, pero sí con una mala calidad de vida.
Así y todo, dentro de la propia central existían de “peores” y de “mejores”: descarga del carbón, trabajo delante de la caldera, recogida de ceniza, limpieza de los canales de refrigeración y de los cinzeiros, etc. Sin lugar a dudas, los trabajos más penosos eran los realizados por los chegadores, fogueros y extractores de ceniza de los cinzeiros o, lo que es lo mismo, los que se encontraban maniobrando directamente en las calderas.
A pie de las calderas se encontraban los fogueros, encargados de supervisar y controlar los niveles de carbón en el tapete de combustión mediante la obertura y el movimiento de los silos, distribuir regularmente el carbón, así como mover con mayor o menor velocidad el nombrado tapete. En la parte posterior de la caldera estaban los chegadores, los cuales empujaban el carbón no quemado desde las puertas de este lado. El trabajo era durísimo, de los peores de toda la central ya que se tenía que soportar el calor intenso de toda la sala delante de una boca de horno, incrementando el calor a niveles extremos y respirando constantemente polvo y chispas que desprendía el carbón.
Pero peor era, aún más, el trabajo realizado bajo las calderas, a la zona de los cinzeiros. La labor de los extractores de ceniza era la más penosa de todas; en una atmósfera con las temperaturas más altas de toda la central, llena de gases, de escoria y cenizas aún incandescente, los trabajadores tenían que recoger estas cenizas, muchas veces manualmente, debido a las frecuentes averías de expulsión, así como transportarlas hacia la plaza del carbón con carretillas donde eran dejadas para el silo de las cenizas. Este transporte hacia el exterior incrementaba, aún más, las ya degradadas condiciones laborales de estas personas, por el contraste atmosférico entre el exterior y el interior de la sala de calderas.

Es por eso que, estos tres grupos de trabajadores merecen un inciso especial, porque su trabajo, esfuerzo y, a veces, hasta con el riesgo de su propia vida, hicieron posible producir una energía que ellos mismo no podían disfrutar; gracias a ellos, y a todos los otros, fue posible que llegara la electricidad a las fábricas de Lisboa y a la burguesía de los barrios más nobles de la ciudad.

### Aspectos sociales
Las Companhias Reunidas de Gás e Electricidade (CRGE) realizaron una gran política social para sus trabajadores; eso no es de extrañar ya que esta compañía era una de las mayores del país llevando a su cargo más de cuatro mil trabajadores por todo Portugal. Entre las obras más importantes realizadas en Lisboa se encontraron:
- Construcción del Barrio Social de Camarão da Ajuda, a finales de la década de 1940.
- Creación de escuelas tanta para hijos de trabajadores como para ellos. Allí se impartían clases para niños, y formación técnica y alfabetización para los adultos.
- Creación de  ambulatorios y centros de salud para las familias obreras.